# Westfalia Somborn
Der SV Westfalia Somborn ist ein Sportverein aus Dortmund. Er wurde 1891 gegründet und war danach vor allem als Feldhandballverein bekannt, wo er 1936 bis in die höchste Spielklasse aufstieg.
Heute betreibt der Verein drei Abteilungen, neben Handball noch Turnen und Tischtennis. Daneben bietet der Verein auch therapeutische Kurse, etwa Wirbelsäulengymnastik und Eltern-Kind-Turnen (Stand 2019).

## Geschichte
Der Klub wurde im Juni 1891 in der Gaststätte Bothe in Dortmund-Somborn als Turnverein gegründet. 1906 trat der Verein der Deutschen Turnerschaft bei. Ab 1934 wurde der Verein als „Werkssportverein Westfalia Somborn 1891“ geführt. Eine Namensänderung im Jahre 1937 legte dann die Vereinsbezeichnung „Sportverein Westfalia Somborn 1891 e.V.“ fest.
1926 wurde eine Handballabteilung gegründet, die 1. Mannschaft stieg 1929 zur ersten Kreisklasse auf. Der Erfolg der Vereinshandballer hielt danach weiter an, bis 1936 im Entscheidungsspiel gegen den VfL Hagen der Aufstieg in die Handball-Gauliga Westfalen, der damals höchsten deutsche Handballklasse, gelang. Höhepunkt der ersten Saison, die auf Platz 6 endete, war der 9:7-Auswärtssieg des Aufsteigers beim amtierenden Deutschen Meister MSV Hindenburg Minden. Nach Platz 8 in der Folgesaison stieg die Westfalia 1939 wieder in die Bezirksklasse ab.
1947 wurde ein Vereinshaus gebaut, der Sportplatz erneuert und die Turnhalle an der Somborner Straße instand gesetzt. Im Mai 1948 nahmen eine Fußballmannschaft und eine Tischtennisabteilung den Betrieb auf. 1950 wurden die Handballspieler Stadtmeister, die Fußballspieler stiegen zur ersten Kreisklasse auf.
Erneut die höchste Spielklasse erreichten die Handballspieler 1951, als sie den Aufstieg zur Oberliga schafften. In den folgenden Jahren ging es sportlich bergab, die Fußball- und die Tischtennisabteilung wurden aufgelöst. Erst ab 1972 mit Neugründung der Tischtennisabteilung wurde in Somborn wieder in drei Abteilungen – mit Turnen und Handball – Sport betrieben.